# Liste de films français sortis en 1986
Listes de films français
- 1982
- 1983
- 1984
- 1985
- 1986
- 1987
- 1988
- 1989
- 1990

Liste non exhaustive de films français sortis en 1986

## 1986
| Titre                                               | Réalisateur          | Distribution                                                             | Genre              |
| --------------------------------------------------- | -------------------- | ------------------------------------------------------------------------ | ------------------ |
| 37°2 le matin                                       | Jean-Jacques Beineix | Jean-Hugues Anglade, Béatrice Dalle, Gérard Darmon                       | Drame              |
| Autour de minuit                                    | Bertrand Tavernier   | Dexter Gordon, François Cluzet, Christine Pascal                         | Musical, drame     |
| Banana's Boulevard                                  | Richard Balducci     | Gérard Hernandez, Évelyne Dassas, Philippe Castelli                      | Comédie            |
| Black Mic-Mac                                       | Thomas Gilou         | Jacques Villeret, Isaach de Bankolé, Félicité Wouassi                    | Comédie            |
| Les Clowns de Dieu                                  | Jean Schmidt         | Jean-Paul Roussillon, Nathalie Schmidt                                   | Comédie            |
| Conseil de famille                                  | Costa-Gavras         | Johnny Hallyday, Fanny Ardant, Guy Marchand                              | Comédie            |
| Corps et Biens                                      | Benoît Jacquot       | Dominique Sanda, Lambert Wilson, Jean-Pierre Léaud, Danielle Darrieux    |                    |
| Descente aux enfers                                 | Francis Girod        | Claude Brasseur, Sophie Marceau                                          | Drame              |
| La Femme de ma vie                                  | Régis Wargnier       | Christophe Malavoy, Jean-Louis Trintignant                               | Drame, romance     |
| La Femme secrète                                    | Sébastien Grall      | Jacques Bonnaffé, Clémentine Célarié, Philippe Noiret                    | Drame              |
| Les Frères Pétard                                   | Hervé Palud          | Gérard Lanvin, Jacques Villeret, Josiane Balasko                         | Comédie            |
| Les Fugitifs                                        | Francis Veber        | Pierre Richard, Gérard Depardieu, Anaïs Bret, Jean Carmet                | Comédie            |
| La Gitane                                           | Philippe de Broca    | Claude Brasseur, Valérie Kaprisky, Martin Lamotte                        | Comédie            |
| Grandeur et décadence d'un petit commerce de cinéma | Jean-Luc Godard      | Jean-Pierre Mocky, Jean-Pierre Léaud, Marie Valera                       |                    |
| Inspecteur Lavardin                                 | Claude Chabrol       | Jean Poiret, Jean-Claude Brialy, Bernadette Lafont, Jean-Luc Bideau      | Policier           |
| Je hais les acteurs                                 | Gérard Krawczyk      | Jean Poiret, Michel Blanc, Bernard Blier                                 | Comédie            |
| Jean de Florette                                    | Claude Berri         | Yves Montand, Gérard Depardieu, Daniel Auteuil, Elisabeth Depardieu      | Drame              |
| Justice de flic                                     | Michel Gérard        | Clémentine Célarié, Jean-Marc Maurel, Franck Dubosc                      | Policier           |
| Le Lieu du crime                                    | André Téchiné        | Catherine Deneuve, Wadeck Stanczak, Victor Lanoux, Danielle Darrieux     |                    |
| La Machine à découdre                               | Jean-Pierre Mocky    | Jean-Pierre Mocky, Patricia Barzyk, Peter Semler, Françoise Michaud      |                    |
| Maine Océan                                         | Jacques Rozier       | Bernard Ménez, Yves Afonso, Luis Rego, Lydia Feld, Pedro Armendáriz Jr.  |                    |
| Manon des sources                                   | Claude Berri         | Yves Montand, Daniel Auteuil, Emmanuelle Béart, Hippolyte Girardot       | Drame              |
| Mauvais sang                                        | Leos Carax           | Denis Lavant, Michel Piccoli, Juliette Binoche, Hans Meyer               |                    |
| Mélo                                                | Alain Resnais        | Sabine Azéma, Pierre Arditi, Fanny Ardant, André Dussollier              |                    |
| Noir et Blanc                                       | Claire Devers        | Francis Frappat, Jacques Martial                                         | Comédie dramatique |
| Le Nom de la rose                                   | Jean-Jacques Annaud  | Sean Connery, Christian Slater, Helmut Qualtinger, Michael Lonsdale      |                    |
| Le Paltoquet                                        | Michel Deville       | Michel Piccoli, Fanny Ardant, Daniel Auteuil, Jeanne Moreau, Jean Yanne  | Judiciaire , Drame |
| Le Passage                                          | René Manzor          | Alain Delon, Christine Boisson, Alain Musy                               | Drame fantastique  |
| Paulette, la pauvre petite milliardaire             | Claude Confortès     | Catherine Leprince, Luis Rego, Gérard Desarthe                           | Comédie            |
| Pirates                                             | Roman Polanski       | Walter Matthau, Cris Campion, Charlotte Lewis, Damien Thomas             |                    |
| La Puritaine                                        | Jacques Doillon      | Michel Piccoli, Sabine Azéma, Sandrine Bonnaire, Laurent Malet           |                    |
| Le Rayon vert                                       | Éric Rohmer          | Marie Rivière, Vincent Gauthier, Rosette, Béatrice Romand                |                    |
| Si t'as besoin de rien... fais-moi signe            | Philippe Clair       | Manuel Gélin, Riton Liebman, Elisabeth Sender                            | Comédie            |
| Taxi Boy                                            | Alain Page           | Richard Berry, Claude Brasseur, Charlotte Valandrey                      | Comédie            |
| Tenue de soirée                                     | Bertrand Blier       | Gérard Depardieu, Michel Blanc, Miou-Miou, Michel Creton                 |                    |
| Thérèse                                             | Alain Cavalier       | Catherine Mouchet, Aurore Prieto                                         |                    |
| Twist again à Moscou                                | Jean-Marie Poiré     | Philippe Noiret, Christian Clavier, Agnès Soral, Marina Vlady            |                    |
| La Vie dissolue de Gérard Floque                    | Georges Lautner      | Roland Giraud, Clémentine Célarié, Jacqueline Maillan, Marie-Anne Chazel |                    |